# Metapenaeopsis faouzii
Metapenaeopsis faouzii är en kräftdjursart som först beskrevs av Ramadan 1938.  Metapenaeopsis faouzii ingår i släktet Metapenaeopsis och familjen Penaeidae. Inga underarter finns listade i Catalogue of Life.